# Сухоцький Іван Іванович
Сухоцький Іван Іванович (21 червня 1876 — † 13 вересня 1922) — підполковник Армії УНР.

## Біографічні відомості
Походив з Херсонщини. Склав іспит на звання однорічника 2-го розряду при Полоцькому кадетському корпусі. Закінчив Київське піхотне юнкерське училище (1899), вийшов підпрапорщиком до Івангородської фортечної артилерії. З 1902 року служив у Керченській фортечній артилерії. З 1903 р. — в офіцерській зведеній роті Офіцерської артилерійської школи. Закінчив курси електроніки при Санкт-Петербурзькому артилерійському заводі (1906), служив у Севастопольській фортечній артилерії. Капітан з 1903 р. 1 червня 1918 р. залишив посаду через розформування Севастопольської фортечної артилерії.
З 6 червня 1918 р. до листопада 1918 р. — командир 2-ї батареї Коша морської оборони Армії Української Держави. 18 липня 1920 р. — у таборі Ланцут знову вступив до української армії. З 12 серпня 1920 р. — старшина для доручень артилерійської управи Військового міністерства УНР.
Похований на українському військовому цвинтарі у Щипіорно (Польща).